# Ікастегієта
Ікастегієта, Ікастег'єта (баск. Ikaztegieta (офіційна назва), ісп. Icazteguieta) — муніципалітет в Іспанії, у складі автономної спільноти Країна Басків, у провінції Гіпускоа. Населення — 465 осіб (2009).
Муніципалітет розташований на відстані близько 330 км на північний схід від Мадрида, 27 км на південний захід від Сан-Себастьяна.

## Демографія
Динаміка населення (INE ):

## Галерея зображень

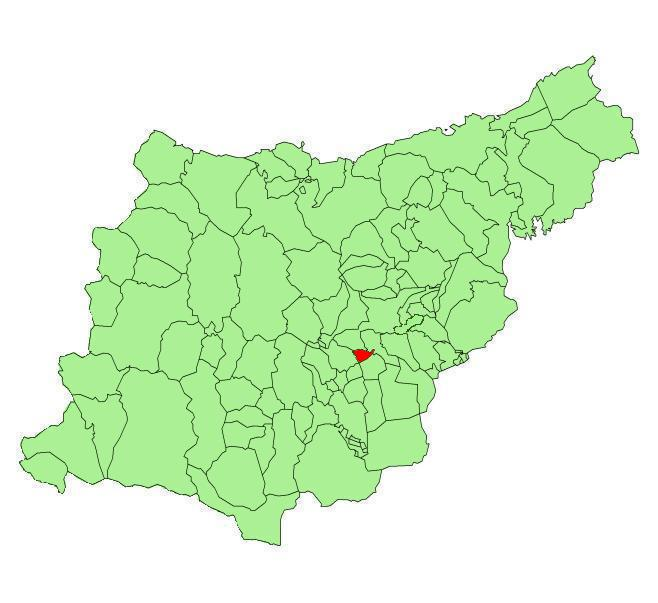
Розташування муніципалітету